# Четирилистна детелина
Четирилистната детелина е много рядка вариация на обикновената трилистна детелина. Според традиционните поговорки подобни детелини носят късмет, въпреки че не е ясно кога и как се е зародило това вярване.

## Вариации
Твърди се, че приблизително на всеки 10 хил. трилистни детелини се пада по една четирилистна детелина. Според действително проучване на над 5 млн. детелини обаче е установено, че реалната честота е около два пъти по-голяма, т.е. по-близка до 5 хил. на 1. Въпреки това тази вероятност не е възпирала различни колекционери, които са достигнали рекорди до 160 хил. детелини с четири листа събрани за цял живот. Световният рекорд за брой събрани четирилистни детелини за един час е 166, поставен от американката Кейти Борка на 23 юни 2018 г.
Детелините могат да имат и повече от четири листа. Петлистните детелини се срещат по-рядко в естествена среда, отколкото четирилистните, но и те са били успешно отглеждани.
Най-многолистната детелина, открита някога е на бяла детелина (T. repens) с 56 листа, открита от Шигео Обара от град Ханамаки, Япония, на 10 май 2009 г.

## Други видове
Някои други четирилистни растения могат да бъдат сбъркани с четирилистна детелина, като например Oxalis tetraphylla или Marsilea quadrifolia.